# Wapen van Drechterland

Het wapen van Drechterland

Het wapen van Drechterland werd op 21 december 1979 per Koninklijk Besluit door de Hoge Raad van Adel aan de Noord-Hollandse gemeente Drechterland toegekend. De huidige gemeente ontstond na een fusie tussen delen van de gemeenten Blokker, Hoogkarspel en Westwoud. In 2005 kwam daar ook nog de gemeente Venhuizen bij.

## Blazoenering
De blazoenering van het wapen van Drechterland luidt als volgt:
In sinopel een zwaard van zilver met gevest van goud, aan weerszijden vergezeld van een roos van goud. Het schild gedekt met een gouden kroon van 3 bladeren en 2 parels.
Het wapen is groen met daarop een zilveren zwaard. Het gevest van het zwaard is goudkleurig. Aan weerszijden van het zwaard twee gouden rozen. Op het schild een gouden gravenkroon.

## Geschiedenis
Een eerste zegel van Drechterland is bekend uit het jaar 1299, het wapen is van dat zegel afgeleid. Het zwaard duidt in dit wapen op rechtspraak, of rechtsmacht. De rozen symboliseren zeer waarschijnlijk Maria. De kleuren van het wapen zijn willekeurig.